# Hinckley (Minnesota)
Hinckley – miasto w Stanach Zjednoczonych, w stanie Minnesota, w hrabstwie Pine.